# The Younger Brother (pel·lícula de 1911, Vitagraph)
The Younger Brother és una pel·lícula muda de la Vitagraph protagonitzada per Charles Eldridge, Mary Maurice i James Morrison. La pel·lícula, d’una bobina, es va estrenar el 26 de desembre de 1911. Se’n conserva una còpia al British Film Institute.

## Argument
La segona expedició d'Horatio Herbert Kitchener al Sudan (1886-99) els dos germans Werner són cridats al front. La mare demana al germà gran que cuidi del petit. Un cop allà un dia arriba un missatger avisant que els enemics es preparen per atacar el campament. S’ordena al germà petit que se situï en un lloc avançat a la frontera del desert. Amb prou feines arriba al seu lloc que és atacat i empresonat. Un missatger entra al campament i informa al noi gran que el seu germà és pres. El germà marxa per intentar rescatar-lo. En arribar al poble s’assabenta que l’ajusticiament és a punt de produir-se. Aleshores es disfressa amb una túnica que pren a un predicador sufí i diu al botxí que Al·là es nega a que el jove mori. El noi és alliberat però abans que els dos germans arribin a un lloc segur, el veritable predicador que havia estat lligat es presenta al camp àrab i explica el que ha passat. Els àrabs persegueixen els germans i just quan són capturats una companyia de fusellers anglesos els rescaten i fan fugir els àrabs. Al final de la guerra, els germans són rebuts amb els braços oberts pels seus pares.

## Repartiment
- Charles Eldridge (el pare)
- Mary Maurice (la mare)
- James Morrison (el germà petit)
- Tefft Johnson (el germà gran)
- Hal Wilson
- Alec B. Francis